# ThreadX
ThreadX 是由 Express Logic 公司开发的实时操作系统。ThreadX的作者是Willian Lamie，他也曾是Nucleus的作者，目前是Express Logic公司的CEO。Express Logic公司位于美国加州圣地亚哥市。
ThreadX名字是由来有两个方面，线程（Thread）是操作系统的可执行单元， “X”表示上下文切换。ThreadX的线程共享同一内存空间，资源可共享。
和许多其他实时操作系统类似，ThreadX是多任务系统，采用抢占式调度，快速的中断响应，独立内存管理，支持线程间通信，互斥，事件和线程同步。
ThreadX主要的特点是支持优先级继承，抢占阈值的设计，微内核设计，代码空间占用小等。ThreadX源代码采用免版税使用模式（royalty-free）。
ThreadX 通常应用在嵌入式操作系统中。大部分的开发工作在主机上完成，主机运行Windows或Linux系统，交叉编译器可以在主机上生成目标系统的机器码，然后下载到目标板上运行。
几种可以识别threadx系统（OS-aware）的开发工具，包括 Wind River Workbench，ARM RealView，GreenHills Software's MULTI, Metrowerks CodeWarrior, IAR C-SPY, Lauterbach TRACE32 和 visionCLICK。
ThreadX 支持的架构包括 ARM，X86, ARC, MIPS，Xtensa等等， 几乎涵盖所有主流CPU架构。